# Tiền Học Sâm
Tiền Học Sâm (giản thể: 钱学森; phồn thể: 錢學森; bính âm: Qián Xuésēn; Wade–Giles: Ch'ien Hsüeh-sên, 11 tháng 12 năm 1911 – 31 tháng 10 năm 2009) là một nhà khoa học có nhiều đóng góp quan trọng cho các chương trình không gian và đạn tự hành của cả Hoa Kỳ và Cộng hòa Nhân dân Trung Quốc. Cái tên ông sử dụng khi ở Mỹ là Hsue-Shen Tsien hoặc H.S. Tsien.
Vào thập niên 1940, Tiền là một trong những nhà sáng lập Phòng thí nghiệm sức đẩy phản lực tại Viện Công nghệ California. Trong giai đoạn Khủng hoảng đỏ lần 2 những năm 1950, chính quyền Mỹ đã cáo buộc ông có cảm tình với cộng sản. Tiền Học Sâm khi đó đã quyết định quay trở về Trung Quốc nhưng thực tế ông đã bị giữ lại trên đảo Terminal gần Los Angeles. Sau 5 năm bị quản thúc tại gia ông được thả tự do năm 1955, đổi lại, các phi công Hoa Kỳ bị bắt trong chiến tranh Triều Tiên được hồi hương. Được chính quyền Mỹ thông báo mình được trả tự do, Tiền Học Sâm ngay lập tức thu xếp để ra đi, ông trở về Trung Quốc tháng 9 năm 1955 trên con tàu khách SS President Cleveland của American President Lines, qua cửa ngõ Hồng Kông. Ông đã trở về để lãnh đạo chương trình tên lửa của Trung Quốc và được biết đến như "Cha đẻ của ngành tên lửa Trung Quốc" (hoặc "Vua tên lửa").
Tiền Học Sâm cũng là cháu của kỹ sư cơ khí Tiền Học Củ và con trai Tiền Học Củ là Tiền Vĩnh Kiện là người đã giành giải Nobel Hóa học năm 2008. Tiểu hành tinh 3763 Qianxuesen và con tàu không gian xấu số Tsien trong tiểu thuyết khoa học viễn tưởng 2010: Odyssey Two được đặt tên theo ông.